# مقاطعة تيميش
تيميش هي مقاطعة في غرب رومانيا على الحدود مع المجر، وصربيا، في المنطقة "بانات" التاريخية، ومركزها تيميشوارا. وهي أكبر مقاطعة في رومانيا من حيث مساحة الأرض وتقع في أقصى الغرب. المقاطعة هي أيضًا جزء من منطقة الدانوب-كريش-موريش-تيسا الأوروبية (Danube–Criș–Mureș–Tisa).

## الاسم
أٌشتق اسم المقاطعة من نهر تيمتيش المعروف في العصور القديمة الرومانية باسم  نهر "تيبيسيس" أو "تيبيسكوس". 
ووفقًا لمعجم التأصيل اللغوي الذي وضعه لايوس كيش (Lajos Kiss)، فإن اسم النهر يرجّح أن يكون من أصل داقي (اللغة الداقية): thibh-isjo، ويعني "المستنقعي".
تُعرف مقاطعة تيميش في اللغات الأخرى كما يلي:
- باللغة المجرية: Temes megye
- بالألمانية: Kreis Temesch
- بالصربية: Тамишки округ / Tamiški okrug
- بالأوكرانية: Тімішський повіт
- بلهجة بانات البلغارية: okrug Timiš

## التركيبة السكانية
في عام 2000، كان عدد سكان المحافظة 684506 نسمة وكانت الكثافة السكانية 79 /كم². وفقًا لتعداد عام2011، بلغ عدد سكان المحافظة 683.540 نسمة وبلغت الكثافة السكانية 78 / كم 2. كانت المجموعات العرقية المبلغ عنها كما يلي:
- الرومانيون - 85.52٪
- المجريون - 5.43٪
- روما - 2.23٪
- الألمان ( بنات سوابيانز ) - 1.3٪
- الصرب - 2٪
- الأوكرانيون - 0.91٪
- البلغار - 0.8٪
- آخرون - 0.7٪

| عام  | سكان المقاطعة |
| ---- | ------------- |
| 1948 | 588936        |
| 1956 | ▼ 568881      |
| 1966 | ▲ 607.596     |
| 1977 | ▲ 696,884     |
| 1992 | ▲ 700292      |
| 2002 | ▼ 677.926     |
| 2011 | ▲ 683.540     |

## جغرافية
تبلغ مساحة هذه المقاطعة 8,697  كيلومتر مربع(3,6٪ من رومانيا).إنها أكبر مقاطعة في رومانيا.
في الطرف الشرقي توجد جبال بويانا روسكي من مجموعة الكاربات الرومانية الغربية.تنخفض الارتفاعات إلى الغرب، مروراً بتلال ليبوفا إلى السهل الغربي الروماني، الجزء الشرقي من سهل بانونيا .
يمر المقاطعة بالعديد من الأنهار، أهمها بيغا وتيميش.

### الجيران
- مقاطعة هونيدوارا إلى الشرق.
- المجر إلى الشمال الغربي - مقاطعة كسونجراد .
- مقاطعة عراد في الشمال.
- مقاطعة كاراي سيفرين إلى الجنوب.
- صربيا إلى الجنوب الغربي - مقاطعة فويفودينا المتمتعة بالحكم الذاتي - منطقة شمال بنات، منطقة وسط بنات ومنطقة جنوب بنات

## الاقتصاد
تتمتع مقاطعة تيميش بواحد من أكثر الاقتصادات ديناميكية في رومانيا،كونها منطقة تتمتع بأعلى درجات الاستثمار الأجنبي بسبب تقاليدها ومكانتها.
الصناعات السائدة في المحافظة هي:
- التصنيع الميكانيكي
- طعام
- مواد كيميائية
- المنسوجات
- مكونات الكترونية
- خشب

## السياحة
مناطق الجذب السياحي الرئيسية في المحافظة هي:
- تيميشوارا
- لوجوج
- منتجع بوزيا .
- القلاع في بامنلك وكاراني .
- المنطقة المحيطة بفوجيت .
- دير الحاج .
- جبال بويانا روسكو، في أقصى شرق المقاطعة.
- مستنقعات ساتشينز، محمية طيور بالقرب من قرية ساتشينيز
- شارلوتنبورغ، القرية الوحيدة المستديرة (راندلينج) في منطقة بنات .

هناك أيضًا الكثير من الأماكن للصيد وصيد الأسماك.

## سياسة
يتألف مجلس مقاطعة تيميش، المنتخب في انتخابات الحكومة المحلية لعام 2016، من 37 مستشارًا، مع التشكيل الحزبي التالي: 
| حفل                             | مقاعد |
| ------------------------------- | ----- |
| الحزب الاشتراكي الديمقراطي      | 16    |
| الحزب الوطني الليبرالي          | 14    |
| حزب الحركة الشعبية              | 5     |
| تحالف الليبراليين والديمقراطيين | 2     |

## اشخاص
- آنا بلانديانا، شاعر
- يوهان كيندي، سباح أولمبي إسرائيلي
- بيلا لوغوسي ، ممثلة مجرية أمريكية
- لافينيا ميلوتشوفيتشي، لاعبة جمباز
- ترايان فويا، مخترع ورائد طيران.
- جوني فايسمولر ، سباح أمريكي، ممثل
- نيكو كوفاسي، موسيقي روك روماني، مغني، عازف جيتار وملحن، مؤسس فرقة فينيكس روك.
- تيبيريو بريديانو، ملحن
- يوسف قسطنطين دروجان، رجل أعمال
- بيلا بارتوك،ملحن مجري
- دوسيتج أوبرادوفي، كاتب صربي
- إيوان هولندر أوبرا باريتون الرومانية النمساوية
- نيكولاس ليناو، شاعر نمساوي
- هيرتا مولر، كاتبة ألمانية، حائزة على جائزة نوبل للآداب
- فرانشيسكو إيلي، محاسب مجري، ورجل أعمال، ومؤسس شركة ايلي
- إيون إيفانوفيتشي، الملحن العربي
- كارولي كيريني ، أخصائية علم أصول السلوك المجري
- إدوارد برومبرج ، ممثل مجري أمريكي.

## التقسيمات الإدارية
مقاطعة تيميش بها بلديتان و8 مدن و89بلدية
- البلديات
  - تيميشوارا - العاصمة ؛ السكان: 319279 (اعتبارًا من 2011)
  - وغوج - عدد السكان: 37321 (اعتبارا من 2011)
- المدن
- سانيكولاو ماري -السكان:11,540(2011)
- جيمبوليا- السكان 10.808(2011)
- رقلز-السكان 7,782(2011)
- فاجيت - السكان(6.571)(2011)
- بوزياس-السكان(6.504)(2011)
- ديتا-السكان(5.963)(2011)
- جوتايا-السكان(5.449)(2011)
- سياكوفا(5.348)(2011)

- الكومونات
- فارديا
- فيبيش
- فويني
- جافويديا
- غيلاد
- غيرودة
- غيزلة
- جيرماتا
- جييرا
- جيروك
- جيولفيز
- ليسيا ماري
- جامو ماري
- جبل
- لينوهايم
- ليبلينج
- ليفيزيل
- لوفرين
- مارجينا
- ماشلوك
- مورافيزا
- مورينيا نوي
- فيبيش
- فيني
- جافويديا
- ساتشينز
- ساناندري
- سانميهايو رومان
- سانبترو
- شاندرا
- تيريميا ماري
- توميتي
- توماتيك
- توبولوفو
- ترايان فويا
- يوفار
- فارياتش
- فيلكاني
- فيكتور فلاد ديلامارينا
- فوتيج

## روابط خارجية
ملف Google Eart (kmz)مع معلومات حول مستجمعات المياه Timis Bega وحدث الفيضان 2005 قم بتنزيل ملف kmz